# Солоновка (Волчихинский район)
Солоновка — село в Волчихинском районе Алтайского края. Административный центр и единственный населённый пункт Солоновского сельсовета.

## История
Основано в 1867 году. В 1928 г. село Солоновка состояло из 555 хозяйств, основное население — русские. Центр Солоновского сельсовета Волчихинского района Славгородского округа Сибирского края.

## Население
| 1997  | 1998  | 1999  | 2000  | 2001  | 2002  | 2003  |
| ----- | ----- | ----- | ----- | ----- | ----- | ----- |
| 1155  | ↗1164 | ↘1140 | ↘1096 | ↘1081 | ↘1063 | ↘1060 |
| 2004  | 2005  | 2006  | 2007  | 2008  | 2009  | 2010  |
| ↘1038 | ↘1035 | ↗1038 | ↘1004 | ↗1006 | ↗1010 | ↘926  |
| 2011  | 2012  | 2013  | 2014  | 2015  | 2016  | 2017  |
| ↘922  | ↘909  | ↘880  | ↘853  | ↘827  | ↗830  | ↘813  |
| 2018  | 2019  | 2020  | 2021  |       |       |       |
| ↘802  | ↘779  | ↘751  | ↘717  |       |       |       |

## Инфраструктура
В поселке имеются: средняя образовательная школа, участковая больница, дом культуры, библиотека, историко-краеведческий музей им. В.М. Комарова.